# Sawpit
Sawpit é uma cidade  localizada no estado americano de Colorado, no Condado de San Miguel.

## Demografia
Segundo o censo americano de 2000, a sua população era de 25 habitantes.
Em 2006, foi estimada uma população de 23, um decréscimo de 2 (-8.0%).

## Geografia
De acordo com o United States Census Bureau tem uma área de
0,1 km², dos quais 0,1 km² cobertos por terra e 0,0 km² cobertos por água.

## Localidades na vizinhança
O diagrama seguinte representa as localidades num raio de 32 km ao redor de Sawpit.